# Stacy Cochran
Stacy Cochran (Passaic, ...) è una regista e sceneggiatrice statunitense.

## Biografia
Si laurea in scienze politiche al Williams College, specializzandosi in cinema alla School of the Arts della Columbia University. Come tesi alla Columbia, scrive una sceneggiatura che diverrà il suo primo film, Un uomo, una donna, una pistola. Con la fotografia di Edward Lachman e Diane Lane nel ruolo di una giovane casalinga a cui il marito regala una pistola per protezione senza che lei ne abbia davvero bisogno, la commedia viene presentata alla Quinzaine des réalisateurs del Festival di Cannes 1992 ed è generalmente accolta positivamente dalla critica, venendo candidata all'Independent Spirit Award per il miglior film d'esordio. È stata vista anche come una satira sulla vita nei sobborghi e sui ruoli di genere. In seguito a questo film, Cochran verrà spesso associata alla generazione di giovani registi del cinema indipendente emersa negli anni 1990.

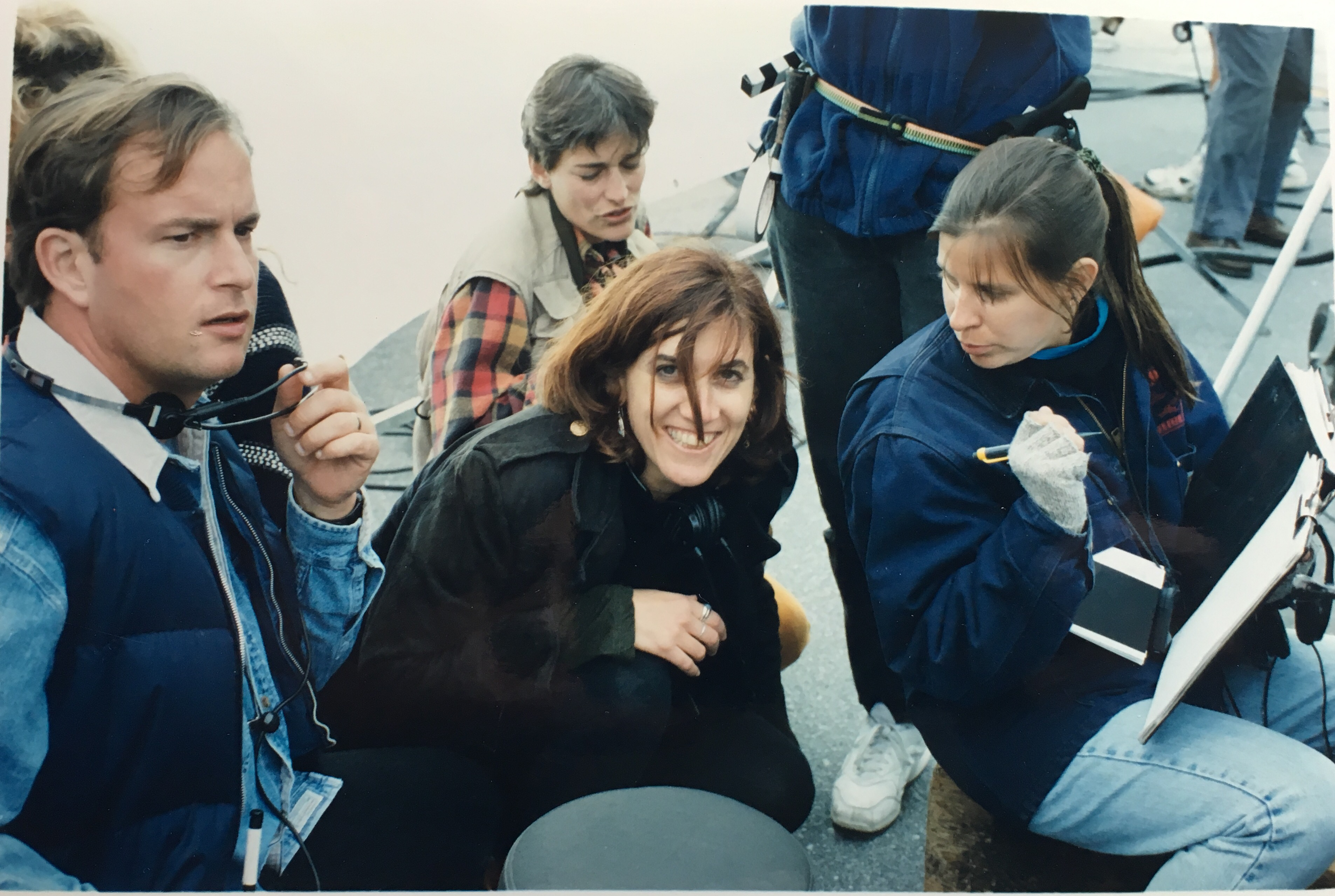
Stacy Cochran (seconda da destra), sul set di Boys.

Dirige quindi Boys, una rivisitazione in chiave adolescenziale e commedia nera della favola di Biancaneve liberamente tratta da un racconto di James Salter, con Winona Ryder e Lukas Haas come protagonisti e Robert Elswit alla fotografia. Tuttavia, in fase di post-produzione, il film entra in una fase di stallo e viene ampiamente rimontato dalla Touchstone Pictures senza il consenso di Cochran, perdendo secondo quest'ultima molta della sua «cruciale» componente umoristica, finendo per essere distribuito senza venire prima mostrato alla stampa, che lo stroncherà, nel 1996.
In seguito a questo flop di pubblico e critica, Cochran realizza con Elswit un corto in Super 8 su Richard Lester e un altro film indipendente, Drop Back Ten (2000) con protagonista James LeGros (già in Un uomo, una donna, una pistola), presentato in concorso al Sundance Film Festival, prima di prendersi una pausa di quasi 18 anni dal cinema in seguito alla nascita della sua terza figlia. Il suo ultimo film è Write When You Get Work (2018), con Finn Wittrock e Rachel Keller.

## Filmografia
- Un uomo, una donna, una pistola (My New Gun) (1992)
- Boys (1996)
- Richard Lester! - cortometraggio (1998)
- Drop Back Ten (2000)
- Write When You Get Work (2018)
- Heartbeat of Squirrels - cortometraggio (2020)

## Riconoscimenti
- Independent Spirit Award
  - 1993 – Candidatura al miglior film d'esordio per Un uomo, una donna, una pistola
- Sundance Film Festival
  - 2000 – In concorso per il Gran premio della giuria: U.S. Dramatic per Drop Back Ten